# Cerasela Hordobetiu
Cerasela Simona Hordobeţiu (Sibiu, 11 oktober 1968) is een Roemeens voormalig langebaanschaatsster. Ze nam zowel deel aan allround- als sprintkampioenschappen. Samen met de iets betere Mihaela Dascalu vormde ze de sterkste generatie van Roemeense schaatssters. Hordobeţiu nam deel aan twee Olympische Spelen. Zowel bij spelen van 1992 als de spelen van 1994 reed ze alle afstanden, maar bleef ver verwijderd van de medailles.

## Resultaten
| Jaar | EK Allround | WK Allround | WK Sprint | Olympische Spelen                                | WK Junioren |
| ---- | ----------- | ----------- | --------- | ------------------------------------------------ | ----------- |
| 1987 |             |             |           |                                                  | 17e         |
| 1988 |             |             |           |                                                  | DQ          |
|      |             |             |           |                                                  |             |
| 1992 | NC19        | NC21        |           | 30e 500m DNF 1000m 28e 1500m 17e 3000m 19e 5000m |             |
| 1993 | 8e          | NC19        | 25e       |                                                  |             |
| 1994 | 11e         | NC16        | 22e       | 29e 500m 28e 1000m 23e 1500m 17e 3000m 14e 5000m |             |
| 1995 | NC13        | NC17        | 21e       |                                                  |             |
| 1996 | 12e         | NC19        | 22e       |                                                  |             |
| 1997 | 12e         | NC22        |           |                                                  |             |
|      |             |             |           |                                                  |             |
| 1999 | NC17        |             |           |                                                  |             |

NC# = niet gekwalificeerd voor de laatste afstand, maar wel als # geklasseerd in de eindrangschikking
DQ = diskwalificatie